# Rizovoúni (Préveza)
Rizovoúni, en grec moderne : Ριζοβούνι, est un village du dème de Zirós, district régional de Préveza, en Épire, Grèce.
Selon le recensement de 2011, la population du village s'élève à 712 habitants.